# Municipalità Regionale di York
La Municipalità Regionale di York è una suddivisione dell'Ontario in Canada, nella regione della Golden Horseshoe. Al 2021 contava una popolazione di 1.173.334 abitanti. Il suo capoluogo è Newmarket.

## Geografia fisica

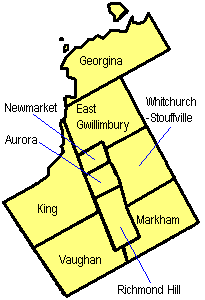
La municipalità regionale di York e le sue suddivisioni

La regione municipale di York si trova a sud dell'Ontario, nell'area metropolitana di Toronto.

La municipalità di York copre una superficie di 1762 km². Essa comprende le seguenti città: 
- Città di Aurora
- Città di East Gwillimbury
- Città di Georgina
- Città di King
- Città di Markham
- Città di Newmarket
- Città di Richmond Hill
- Città di Vaughan
- Città di Whitchurch-Stouffville